# Norman: Mírný vzestup a tragický pád stratéga z New Yorku
Norman: Mírný vzestup a tragický pád stratéga z New Yorku je americko-izraelské filmové drama, které natočil režisér Joseph Cedar podle vlastního scénáře. Jeho světová preméra proběhla dne 3. září 2016 na Telluridském filmovém festivalu. Do amerických kin byl uveden 14. dubna následujícího roku. Hlavní roli Normana Oppenheimera, volně inspirovanou osudem Josepha Süße Oppenheimera, ve filmu hraje Richard Gere. V dalších rolích se v něm představili například Steve Buscemi, Michael Sheen a Charlotte Gainsbourgová. Film sleduje události, které následují zvolení Oppenheimerova přítele (Lior Ashkenazi) na post Premiéra Izraele. Snímek se původně měl jmenovat Oppenheimer Strategies.

## Obsazení
| Richard Gere            | Norman Oppenheimer |
| Lior Ashkenazi          | Micha Eshel        |
| Michael Sheen           | Philip Cohen       |
| Steve Buscemi           | rabín Blumenthal   |
| Josh Charles            | Taub               |
| Charlotte Gainsbourgová | Alex Green         |
| Ann Dowd                | Carol Raskin       |
| Dan Stevens             | Bill Kavish        |
| Hank Azaria             | Srul Katz          |
| Isaach de Bankolé       | Jacques            |